# 水彩畫家
水彩畫家是以畫水彩畫為主的藝術家，大部分水彩畫家都擅長於速寫。各國的水彩畫家都有自己的組織與協會。

## 知名畫家
- 安德魯·魏斯
- 威廉·亨利·亨特（英语：William Henry Hunt (painter)）
- 卡爾·拉森
- 哈定
- 李鐵夫
- 謝明錩
- 楊恩生
- 梁丹丰
- 黃進龍
- 許分草

## 水彩協會
- 英國皇家水彩協會 （页面存档备份，存于）Royal Watercolour Society
- 英國伯明罕水彩協會 （页面存档备份，存于） Birmingham Watercolour Society
- 法國水彩協會
- 美國國家水彩協會The National
- 美國水彩協會American Watercolor Society
- 中國水彩畫家協會
- 台灣國際水彩畫協會
- 新加坡水彩畫會 （页面存档备份，存于）